# Matías Omar Pérez
Matías Omar Pérez Laborda (n. Cardona, Soriano, 20 de julio de 1985) es un exfutbolista uruguayo. Recientemente fue vicepresidente de la Mutual Uruguaya de Futbolistas Profesionales y hoy integra el Comité Ejecutivo de la Asociación Uruguaya de Fútbol.

## Trayectoria
Comenzó su carrera jugando en el 2006 para Peñarol donde permaneció tan solo por una temporada ya que luego se fue en condición de jugador libre al Danubio Fútbol Club, entonces campeón del fútbol uruguayo. En Danubio logró jugar por primera vez la Copa Libertadores y la Copa Sudamericana, además en este club obtuvo buenas actuaciones que incluso lo llevaron a estar cerca del Barcelona de España pero su salto al extranjero se daría recién a mediados del 2009 cuando ficha por Arsenal de Sarandí de Argentina.
En Arsenal no tuvo la continuidad deseada por lo cual a mediados del 2010 regresa a Danubio donde lográ anotar dos goles en once partidos disputados. A principios del 2011 se confirma una nueva aventura en el extranjero, esta vez parte al Santiago Wanderers de Valparaíso.luego en el 2012 llegaría a Universidad Católica. En 2013 regresa a Danubio para su tercera etapa en ese club. y en julio pasa a Quilmes de Argentina para reemplazar a Ernesto Goñi que paso a Estudiantes de la Plata. En mitad de 2014, vuelve a Uruguay para jugar en Club Atlético Juventud de Las Piedras equipo que clasificó a la  Copa Sudamericana  por primera vez en su historia, campeonato en el cual convirtió 5 goles. Actualmente y desde junio de 2015, firmó contrato con AC Omonia Nicosia de Chipre. Equipo que en este momento está jugando la Pre-UEFA. Estuvo de vuelta en Danubio, pasó Atenas de San Carlos, Rentistas y Fénix, hasta terminar su carrera para dedicarse a la Mutual Uruguaya de Futbolistas Profesionales. En este momento miembro del comité ejecutivo de la asociación uruguaya de fútbol por segunda vez consecutiva

## Clubes
| Club                    | País      | Año         |
| ----------------------- | --------- | ----------- |
| Peñarol                 | Uruguay   | 2006 - 2007 |
| Danubio                 | Uruguay   | 2007 - 2009 |
| Arsenal de Sarandí      | Argentina | 2009 - 2010 |
| Danubio                 | Uruguay   | 2010        |
| Santiago Wanderers      | Chile     | 2011        |
| Universidad Católica    | Chile     | 2012        |
| Danubio                 | Uruguay   | 2013        |
| Quilmes                 | Argentina | 2013        |
| Juventud de Las Piedras | Uruguay   | 2014        |
| AC Omonia Nicosia       | Chipre    | 2015        |
| Rentistas               | Uruguay   | 2016        |
| Boston River            | Uruguay   | 2016        |
| Fénix                   | Uruguay   | 2016 - 2017 |
| Danubio                 | Uruguay   | 2017 - 2018 |
| Atenas de San Carlos    | Uruguay   | 2018        |